# Tom Hart
Tom Hart (né le 8 octobre 1969 à Kingston) est un auteur de bande dessinée américain surtout connu pour son comic strip humoristique Hutch Owen, qu'il publie depuis 1994, récemment sous forme de comic strip. En 2016, Rosalie Lightning, livre autobiographique consacré au décès brutal de sa fille de deux ans, lui vaut le succès critique et public. Marié à l'auteure Leela Corman, il vit de l'enseignement de la bande dessinée.

## Publications en français
- Participation à Comix 2000, L'Association, 1999.
- Les Exploits d'Hutch Owen, La Comédie illustrée, 4 vol., 2000-2003[1],[2].
- Participation au Phacophère no 28-30, Groinge, 2001-2003.
- Rosalie Lightning, L'Association, 2017.

## Prix
- 1994 : Bourse Xeric pour Hutch Owen's Working Hard